# Ивановка (Слободо-Туринский район)
Ивановка — деревня в Слободо-Туринском районе Свердловской области России. Входит в состав Усть-Ницинское сельское поселение.

## Географическое положение
Деревня Ивановка муниципального образования «Слободо-Туринского района» Свердловской области расположена в 10 км к юг-юго-западу от села Туринская Слобода, на левом берегу реки Ница. Через деревню проходит автотрасса Байкалово – Туринская Слобода.

## История
Во время восстания Пугачева (1773—1775 гг.) бунтовщикам здесь был дан достойный отпор под предводительством воеводы Ивана Фефилова. В 1828 г. деревня ещё называлась Фефиловка (Ирбитский уезд Пермской губернии) (ГАПК, Фонд 674, оп.1, д. 36).
Деревня была основана в 1820 году крестьянами-поселенцами из Пензенской губернии. Деревня была полностью крепостной.
Крепостные крестьяне статской советницы Ивановой Анны Андреяновны были переселены из (ныне не существующего) села Бестужево (Архангельское) Инсарского уезда Пензенской губернии (Ревизские сказки ГАПО, Ф. 60, Оп. 4, Д. 237, Л. 528 Об.- 531 Об). Легенда же о проигрыше деревни в карты бывшего владельца кому-то из Ивановых на вывод из Пензенской губернии пока не находит подтверждения. После реформы 1861 года в деревне происходили волнения крестьян.
Приход деревни относился к Краснослободскому приходу.

### Коллективизация
В 1929-1934 гг. в Уральская области Ирбитской округе Слободо-Туринском районе, деревне Ивановке (Фефиловке) были раскулачены и высланы  Богомолов Николай Сергеевич, Лушников С. П., Митрофанов Ефим Антонович, Митрофанов Лука Степанович семьёй, Митрофанов Степан Антонович, Поляков Федор Федорович с семьёй.

## Население
| 2002 | 2010 |
| ---- | ---- |
| 157  | ↘147 |

В деревне родились:
- Попков, Фёдор Спиридонович (1919—1991) — Герой Советского Союза,
- Лушников, Фёдор Николаевич (1915—1980) — Герой Социалистического Труда